# ملیسا بنک
ملیسا بنک (انگلیسی: Melissa Bank; ۱۱ اکتبر ۱۹۶۰ – ۲ اوت ۲۰۲۲) رمان‌نویس اهل ایالات متحده آمریکا بود. ملیسا دو کتاب منتشر کرد - یک جلد داستان کوتاه بنام نقطه شگفت‌انگیز، و راهنمای دختران برای شکار و ماهیگیری - وی در سال ۱۹۹۳ برنده جایزه نلسون آلگرن به خاطر نگارش یک داستان کوتاه شد. او در دانشگاه استونی بروک تدریس کرد.

## مرگ
بنک در ۲ اوت ۲۰۲۲ در خانه‌اش در ایست همپتون درگذشت. او ۶۱ساله بود و به خاطر ابتلاء به سرطان ریه درگذشت.